# 김은호
김은호(金殷鎬, 1892년 6월 24일~1979년 2월 7일)는 대한민국의 동양화가, 한국화가이다. 아명(兒名)은 김양은(金良殷)이며 아호는 ‘이당(以堂)’이다.

## 작품 및 화풍
한국 화가로는 드문 북종화 계통의 화가로서 채화(彩畵)를 통하여 한국의 풍속화를 새로운 경지로 끌어갔으며, 중국 명대(明代)의 구영(仇英)이나 일본의 우키요에(浮世繪)와도 비견할 사녀도(仕女圖) 형식의 한국적 화풍을 수립한 화가로 평가된다. 그외 채색화로서 산수·인물·화조 등 다양한 작품세계를 전개시켰고 재래 도화서풍의 초상화도 많이 남겼다. 작품으로 〈향로(香爐)〉 등이 있다.

## 항일과 친일 논란
1919년 3·1 운동에 참가했다가 체포된 적도 있으나, 1920년대 후반 일본에 유학하여 일본식 채색화 기법을 익히면서 친일본적인 모습을 보이기 시작했다. 즐겨 그린 그림은 〈승무도〉 연작으로 대표되는 미인도와 신선도, 화조도 등이다.
중일 전쟁 발발 직후인 1937년에 애국금차회의 활동 모습을 담은 〈금차봉납도〉를 제작하여 조선총독부 총독 미나미 지로에게 증정 하는 등 태평양전쟁 기간 중 미술계에서 적극적인 친일파로 활동했다. 조선미술가협회의 일본화부에 참가하여 전쟁 지원을 위한 친일 미술 작품을 심사하거나 전시하는데에도 여러 차례 참여했다.
광복 후에는 뚜렷한 친일 경력 때문에 대부분의 미술인들이 망라된 조선미술건설본부에서 제외되었으나, 이후 다시 미술계의 중심에 복귀했다. 김은호는 일찍부터 후진 양성에 관심을 보이고 후소회를 통해 제자를 많이 배출하여 동양화단에서 단단한 인맥을 갖고 있었다. 운보 김기창이 대표적인 김은호의 제자이다.
2008년 민족문제연구소가 친일인명사전에 수록하기 위해 정리한 친일인명사전 수록예정자 명단 미술 부문에 선정되었다. 문화예술계 인사를 많이 선정하지 않은 2002년 발표 친일파 708인 명단에도 미술 분야에 심형구와 함께 포함되어 있으며 2009년 친일반민족행위진상규명위원회가 발표한 친일반민족행위 705인 명단에도 포함되었다. 두드러진 친일 이력과 일본풍으로 의심받는 화풍과 관련하여, 김은호가 그린 논개와 춘향의 영정을 철거하자는 주장과 논란이 있었다.

## 학력
- 경기도 인천일어학교 졸업
- 경기도 인천 인흥측량기술학교 졸업
- 조선서화미술회 강습소 졸업
- 일본 도쿄 우에노 미술학교 졸업

## 같이 보기
- 조선미술가협회

## 참고자료
- 반민족문제연구소 (1993년 4월 1일). 〈김은호 : 친일파로 전락한 어용화사 (이태호)〉. 《친일파 99인 3》. 서울: 돌베개. ISBN 978-89-7199-013-1.